# Mafiblé
Mafiblé est un village de la commune de Port-Bouët, dans la ville d’Abidjan, en Côte d'Ivoire, fondé par des familles Abourés et Nzemas (Appolos).
Historiquement rattaché à Grand-Bassam, il est situé sur le bord de la lagune ébrié, au cœur d'une plantation de cocotier appartenant au Centre National de Recherche Agronomique (CNRA).